# Kinda och Ydre domsagas valkrets
Kinda och Ydre domsagas valkrets var vid riksdagsvalen till andra kammaren 1866–1908 en särskild valkrets med ett mandat. Valkretsen avskaffades inför valet 1911 och gick upp i Östergötlands läns södra valkrets.
Valkretsen omfattade Kinda och Ydre domsaga som motsvarade Kinda och Ydre härader.

## Riksdagsmän
- Johan Axel Åstrand, min 1867–1872 (1867–1875)
- Jakob Magnus Svensson, lmp (1876–1884)
- Axel Petersson, lmp 1885–1887, nya lmp 1888–1893 (1885–1893)
- Carl Johansson, nya lmp 1894, lmp 1895–1911 (1894–1911)

## Valresultat

### 1896
| Andrakammarvalet i Sverige 1896: Kinda och Ydre domsagas valkrets | Andrakammarvalet i Sverige 1896: Kinda och Ydre domsagas valkrets | Andrakammarvalet i Sverige 1896: Kinda och Ydre domsagas valkrets | Andrakammarvalet i Sverige 1896: Kinda och Ydre domsagas valkrets | Andrakammarvalet i Sverige 1896: Kinda och Ydre domsagas valkrets |
| Kandidat                                                          | Kandidat                                                          | Röster                                                            | Röster                                                            | Röster                                                            |
| Kandidat                                                          | Kandidat                                                          | Antal                                                             | %                                                                 | +− %                                                              |
| ----------------------------------------------------------------- | ----------------------------------------------------------------- | ----------------------------------------------------------------- | ----------------------------------------------------------------- | ----------------------------------------------------------------- |
|                                                                   | Carl Johansson i Berga                                            | 255                                                               | 93,7                                                              |                                                                   |
|                                                                   | Närmaste kandidat                                                 | 7                                                                 | 2,6                                                               |                                                                   |
|                                                                   | Övriga kandidater                                                 | 10                                                                | 3,7                                                               | —                                                                 |
| Antal giltiga röster                                              | Antal giltiga röster                                              | 272                                                               |                                                                   |                                                                   |
| Kasserade röster                                                  | Kasserade röster                                                  | 2                                                                 |                                                                   |                                                                   |
| Totalt                                                            | Totalt                                                            | 274                                                               |                                                                   |                                                                   |

Valet hölls den 10 september 1896. Valkretsen hade 26 588 invånare den 31 december 1895, varav 1 264 eller 4,8 % var valberättigade. 274 personer deltog i valet, ett valdeltagande på 21,7 %.

### 1899
| Andrakammarvalet i Sverige 1899: Kinda och Ydre domsagas valkrets | Andrakammarvalet i Sverige 1899: Kinda och Ydre domsagas valkrets | Andrakammarvalet i Sverige 1899: Kinda och Ydre domsagas valkrets | Andrakammarvalet i Sverige 1899: Kinda och Ydre domsagas valkrets | Andrakammarvalet i Sverige 1899: Kinda och Ydre domsagas valkrets |
| Kandidat                                                          | Kandidat                                                          | Röster                                                            | Röster                                                            | Röster                                                            |
| Kandidat                                                          | Kandidat                                                          | Antal                                                             | %                                                                 | +− %                                                              |
| ----------------------------------------------------------------- | ----------------------------------------------------------------- | ----------------------------------------------------------------- | ----------------------------------------------------------------- | ----------------------------------------------------------------- |
|                                                                   | Carl Johansson i Berga                                            | 142                                                               | 81,6                                                              | ▼12,1%                                                            |
|                                                                   | Helge Evald Drangel på Väsby                                      | 22                                                                | 12,6                                                              |                                                                   |
|                                                                   | Övriga kandidater                                                 | 10                                                                | 5,8                                                               | —                                                                 |
| Antal giltiga röster                                              | Antal giltiga röster                                              | 174                                                               |                                                                   |                                                                   |
| Kasserade röster                                                  | Kasserade röster                                                  | 6                                                                 |                                                                   |                                                                   |
| Totalt                                                            | Totalt                                                            | 180                                                               |                                                                   |                                                                   |

Valet hölls den 25 juli 1899. Valkretsen hade 26 578 invånare den 31 december 1898, varav 1 358 eller 5,1 % var valberättigade. 180 personer deltog i valet, ett valdeltagande på 13,3 %.

### 1902
| Andrakammarvalet i Sverige 1902: Kinda och Ydre domsagas valkrets | Andrakammarvalet i Sverige 1902: Kinda och Ydre domsagas valkrets | Andrakammarvalet i Sverige 1902: Kinda och Ydre domsagas valkrets | Andrakammarvalet i Sverige 1902: Kinda och Ydre domsagas valkrets | Andrakammarvalet i Sverige 1902: Kinda och Ydre domsagas valkrets |
| Kandidat                                                          | Kandidat                                                          | Röster                                                            | Röster                                                            | Röster                                                            |
| Kandidat                                                          | Kandidat                                                          | Antal                                                             | %                                                                 | +− %                                                              |
| ----------------------------------------------------------------- | ----------------------------------------------------------------- | ----------------------------------------------------------------- | ----------------------------------------------------------------- | ----------------------------------------------------------------- |
|                                                                   | Carl Johansson i Berga                                            | 211                                                               | 60,3                                                              | ▼21,3%                                                            |
|                                                                   | Josef Ljungqvist i Kisa (liberal)                                 | 61                                                                | 17,4                                                              |                                                                   |
|                                                                   | Övriga kandidater                                                 | 78                                                                | 22,3                                                              | —                                                                 |
| Antal giltiga röster                                              | Antal giltiga röster                                              | 350                                                               |                                                                   |                                                                   |
| Kasserade röster                                                  | Kasserade röster                                                  | 9                                                                 |                                                                   |                                                                   |
| Totalt                                                            | Totalt                                                            | 359                                                               |                                                                   |                                                                   |

Valet hölls den 4 september 1902. Valkretsen hade 26 397 invånare den 31 december 1901, varav 1 311 eller 5,0 % var valberättigade. 359 personer deltog i valet, ett valdeltagande på 27,4 %.

### 1905
| Andrakammarvalet i Sverige 1905: Kinda och Ydre domsagas valkrets | Andrakammarvalet i Sverige 1905: Kinda och Ydre domsagas valkrets | Andrakammarvalet i Sverige 1905: Kinda och Ydre domsagas valkrets | Andrakammarvalet i Sverige 1905: Kinda och Ydre domsagas valkrets | Andrakammarvalet i Sverige 1905: Kinda och Ydre domsagas valkrets |
| Kandidat                                                          | Kandidat                                                          | Röster                                                            | Röster                                                            | Röster                                                            |
| Kandidat                                                          | Kandidat                                                          | Antal                                                             | %                                                                 | +− %                                                              |
| ----------------------------------------------------------------- | ----------------------------------------------------------------- | ----------------------------------------------------------------- | ----------------------------------------------------------------- | ----------------------------------------------------------------- |
|                                                                   | Carl Johansson i Berga                                            | 317                                                               | 65,9                                                              | ▲5,6%                                                             |
|                                                                   | Johan Alfred Vesterlund i Vårdnäs (höger)                         | 81                                                                | 16,8                                                              |                                                                   |
|                                                                   | Anders Svensson i Adlerskog (frisinnad)                           | 72                                                                | 15,0                                                              |                                                                   |
|                                                                   | Övriga kandidater                                                 | 11                                                                | 2,3                                                               | —                                                                 |
| Antal giltiga röster                                              | Antal giltiga röster                                              | 481                                                               |                                                                   |                                                                   |
| Kasserade röster                                                  | Kasserade röster                                                  | 1                                                                 |                                                                   |                                                                   |
| Totalt                                                            | Totalt                                                            | 482                                                               |                                                                   |                                                                   |

Valet hölls den 7 september 1905. Valkretsen hade 26 418 invånare den 31 december 1904, varav 1 442 eller 5,5 % var valberättigade. 482 personer deltog i valet, ett valdeltagande på 33,4 %.

### 1908
| Andrakammarvalet i Sverige 1908: Kinda och Ydre domsagas valkrets | Andrakammarvalet i Sverige 1908: Kinda och Ydre domsagas valkrets | Andrakammarvalet i Sverige 1908: Kinda och Ydre domsagas valkrets | Andrakammarvalet i Sverige 1908: Kinda och Ydre domsagas valkrets | Andrakammarvalet i Sverige 1908: Kinda och Ydre domsagas valkrets |
| Kandidat                                                          | Kandidat                                                          | Röster                                                            | Röster                                                            | Röster                                                            |
| Kandidat                                                          | Kandidat                                                          | Antal                                                             | %                                                                 | +− %                                                              |
| ----------------------------------------------------------------- | ----------------------------------------------------------------- | ----------------------------------------------------------------- | ----------------------------------------------------------------- | ----------------------------------------------------------------- |
|                                                                   | Carl Johansson i Berga                                            | 505                                                               | 73,4                                                              | ▼7,5%                                                             |
|                                                                   | Krister Andersén på Framnäs (liberal)                             | 181                                                               | 26,3                                                              |                                                                   |
|                                                                   | Övriga kandidater                                                 | 2                                                                 | 0,3                                                               | —                                                                 |
| Antal giltiga röster                                              | Antal giltiga röster                                              | 688                                                               |                                                                   |                                                                   |
| Kasserade röster                                                  | Kasserade röster                                                  | 2                                                                 |                                                                   |                                                                   |
| Totalt                                                            | Totalt                                                            | 690                                                               |                                                                   |                                                                   |

Valet hölls den 5 september 1908. Valkretsen hade 26 339 invånare den 31 december 1907, varav 1 497 eller 5,7 % var valberättigade. 690 personer deltog i valet, ett valdeltagande på 46,1 %.